# 20292 Eduardreznik
20292 Eduardreznik è un asteroide della fascia principale. Scoperto nel 1998, presenta un'orbita caratterizzata da un semiasse maggiore pari a 2,3398735 UA e da un'eccentricità di 0,0951198, inclinata di 2,69424° rispetto all'eclittica.